# 李振岐
李振岐（1922年10月4日—2007年9月23日），男，直隶（今河北）遵化人，中国植物病理学家和小麦锈病专家。

## 生平
1949年毕业于西北农学院。1997年当选为中国工程院院士。